# Foixà (kommun)
Foixà är en kommun i Spanien.   Den ligger i provinsen Província de Girona och regionen Katalonien, i den östra delen av landet, 600 km öster om huvudstaden Madrid. Antalet invånare är 311. Arean är 18,8 kvadratkilometer. Foixà gränsar till Colomers, Jafre, Verges, Ultramort, Parlavà, Rupià, La Pera, Flaçà och Sant Jordi Desvalls. 
Terrängen i Foixà är platt.